# Cayeux-en-Santerre
Cayeux-en-Santerre is een gemeente in het Franse departement Somme (regio Hauts-de-France) en telt 114 inwoners (2009). De plaats maakt deel uit van het arrondissement Montdidier.

## Geografie
De oppervlakte van Cayeux-en-Santerre bedraagt 5,4 km², de bevolkingsdichtheid is dus 21,1 inwoners per km².
De onderstaande kaart toont de ligging van Cayeux-en-Santerre met de belangrijkste infrastructuur en aangrenzende gemeenten.

## Demografie
Onderstaande figuur toont het verloop van het inwonertal (bron: INSEE-tellingen).